# هيوز رود
هيوز رود (بالإنجليزية: Hughes Rudd)‏ هو صحفي أمريكي، ولد في 14 سبتمبر 1921 في واكو في الولايات المتحدة، وتوفي في 13 أكتوبر 1992 بسبب أم الدم.